# Paul Chevreux
Paul Étienne Chevreux est un archiviste-paléographe et historien français né à Metz le 18 août 1854 et mort le 21 octobre 1913 à Paris.

## Biographie
La famille de Paul Chevreux est lorraine et messine. Un de ses ancêtres est professeur à l'école centrale de Moselle de 1796 à 1804. Son père, le peintre Joseph Jacques Philippe Chevreux, l'initie à la photographie. Les conséquences de la guerre de 1870 forcent l'élève appliqué du lycée de Metz à poursuivre sa scolarité à Paris. Après son baccalauréat, il entre à l'école des chartes. Il en sort Archiviste paléographe dans la promotion 1880, nommé par défaut archiviste du département des Vosges (1880). Une fois installé à Epinal, à proximité des locaux de la préfecture place Foch où se trouvent alors les archives départementales, il est professeur aux cours secondaires de filles d’Épinal (1883) et secrétaire rédacteur de la chambre de commerce des Vosges (1884).
Son engagement associatif est important, et cet infatigable voyageur, épris des paysages vosgiens qu'il ne cesse de photographier en bon amateur, fréquente immédiatement les sociétés savantes de Lorraine, en particulier en tant que membre de la Société d'émulation du département des Vosges depuis 1880 où il gagne de solides amitiés, en particulier celles de la famille de Gérard Gley, d'Alban Fournier, de Félix Voulot ou plutôt celles de leurs amis qui préconisent des relations apaisées entre les sociétés savantes vosgiennes et lorraines. Il est à ce titre secrétaire du comité d'histoire vosgienne.
Président de la société d'émulation du département des Vosges, il s'attelle à la rédaction et supervision d'une statistique départementale, déclinée à l'échelle communale dans le même esprit initié par Charles Charton, avec Léon Louis, qui est publié sous le titre Le Département des Vosges, description, histoire, statistique (en particulier le tome VI, pour son dictionnaire historique et statistique des communes, hameaux, écarts, fermes accompagné de plans) à Epinal en 1889.
En 1888, l'archiviste républicain de la mouvance radicale et franc-maçonne devient Vénérable de la loge nommée La Fraternité Vosgienne,.
Avec ses collègues des sociétés savantes, cet archiviste-paléographe, inlassable animateur de la vie associative, s'occupe déjà du musée d'Epinal et soutient le Musée Jeanne-d'Arc à Domrémy, mais il s'impose en héritier de Félix Voulot en devenant à son tour conservateur du Musée départemental des Vosges (1899).
Il semble que la triste fin de vie et la mort en 1904 d'Alban Fournier, sonnant d'ailleurs le glas d'une génération de chercheurs vosgiens nés avant la Belle Époque, ternisse son séjour dans les Vosges. Paul Chevreux songe à sa carrière et part vers la Normandie, devenant l'éphémère archiviste du département de la Seine-Inférieure de 1905 à 1906. La fonction espérée d'inspecteur général des archives et des bibliothèques en 1906 le ramène à Paris, où il est en 1909 de facto membre de la Commission supérieure des archives, récemment fondée par le ministère de l'Instruction publique.
Il est nommé chevalier de la Légion d'honneur en 1909.
Membre de la Commission de l’histoire économique de la Révolution, il rédige en 1913 un article sur les premiers lycées de France. Il envisage d'écrire une histoire détaillée de son cher lycée de Metz. Mais il s'agit de ses ultimes article et projet car l'inspecteur général des bibliothèques et des archives décède le 21 octobre 1913 à Paris.

## Œuvres
- Recherches sur les Grands Jours de Troyes sous Charles V et Charles VI, thèse soutenue en 1879 à l'école des chartes.

### Publications
- Inventaire du chapitre des Dames de Remiremont, Archives des Vosges.
- Notice sur le sculpteur-médailleur vosgien Hubert Ponscarme
- Le Département des Vosges, dictionnaire historique et statistique des communes, hameaux, écarts, fermes, accompagnés de plans, 1889 ;
- Documents rares ou inédits de l’histoire des Vosges, 1889 (réédité en 2003 aux éditions Lacour-Ollé) ;
- Cahiers de doléances du Tiers-État des villes et villages vosgiens, Comité d'histoire vosgienne, 1889 ;
- Les Archives de Normandie et de la Seine-inférieure : état général des fonds, 1911.
- L'école centrale de Moselle, revue La Révolution Française.
- Note sur le conventionnel Ferry, Annuaire des Vosges, 1913.
- "Les premiers lycées de France", revue La Révolution Française, 1913.

## Divers
Une rue de Metz a été baptisée en son honneur dans le quartier de la Patrotte Metz-Nord.